# 汾阳路45号住宅
汾阳路45住宅是中国上海的一座历史建筑，位于徐汇区湖南路街道汾阳路45号。

## 历史
汾阳路45住宅建于1932年，是一幢西班牙风格的三层花园别墅，为匈牙利建筑师邬达克设计。1940年代，曾是中国海关总税务司署副总税务司丁贵堂的官邸。1949年以后，丁贵堂出任中国海关总署副署长，调往北京。1953年，上海海关学校成立，校址设于此处，直至1966年关闭。1980年，上海海关专科学校在此成立。1993年（一說2000年），上海海关专科学校迁址浦东建立新校区。建筑仍属上海海关管辖。
1989年9月25日，汾阳路45住宅列为第五批上海市文物保护单位。